# Nepterotaea furva
Nepterotaea furva är en fjärilsart som beskrevs av Frederick H. Rindge 1973. Nepterotaea furva ingår i släktet Nepterotaea och familjen mätare. Inga underarter finns listade i Catalogue of Life.